# 常世田正人
常世田 正人（とこよだ まさと、1964年1月17日 - ）は、日本の元俳優。

## 来歴・人物
- 優企画[1]に所属していた。
- 1990年代前半〜2000年代前半にかけて、主にテレビドラマの脇役として活躍。

## 出演作品
テレビドラマ
- NIGHT HEAD　THE OTHER SIDE（CX, 1992年12月24日）- 吉貝 勇 役
- コラ！なんばしよっと 第2シリーズ 第1話（NHK, 1993年6月14日）[3]
- RUN 第11話（TBS, 1993年12月24日）
- ひまわり 第42回（NHK, 1996年5月18日）
- 徳川慶喜（NHK, 1998年1月4日-12月13日）- 水戸藩士、御側衆、海防掛 役[1]
- ラブとエロス 第12話（TBS, 1998年9月17日）
- 月下の棋士 第7話（ANB, 2000年2月28日）
- ダブルスコア 第1話（CX, 2002年10月8日）

舞台
- 池田さんには悪いことをした（銀座小劇場, 1995年6月8日 - 11日）[4]